# Cantico di Caleb
Il Cantico di Caleb è un breve cantico dell'Antico Testamento trascritto nel Libro di Giosuè 14,6-13.

## Caleb
Caleb è un personaggio biblico la cui storia ci viene fornita unicamente dall'amico Giosuè. Egli ebbe un ruolo importante nei quarant'anni trascorsi nel deserto. Nel Cantico egli rimembra questi quarant'anni e invoca l'aiuto di Dio per la conquista delle città degli Anakiti.

## Testo italiano
«Tu conosci la parola che ha detto il Signore a Mosè, l'uomo di Dio, riguardo a me e a te a Kades-Barnea. Avevo quarant'anni quando Mosè, servo del Signore, mi inviò da Kades-Barnea a esplorare il paese e io gliene riferii come pensavo. I compagni che vennero con me scoraggiarono il popolo, io invece fui pienamente fedele al Signore Dio mio. Mosè in quel giorno giurò: Certo la terra, che ha calcato il tuo piede, sarà in eredità a te e ai tuoi figli, per sempre, perché sei stato pienamente fedele al Signore Dio mio. Ora, ecco il Signore mi ha fatto vivere, come aveva detto, sono cioè quarantacinque anni da quando disse questa parola a Mosè, mentre Israele camminava nel deserto, e oggi, ecco ho ottantacinque anni; io sono ancora oggi come quando Mosè mi inviò: come il mio vigore allora, così il mio vigore ora, sia per la battaglia, sia per ogni altro servizio; ora concedimi questi monti, di cui il Signore ha parlato in quel giorno, poiché tu hai allora saputo che vi sono gli Anakiti e città grandi e fortificate; spero che il Signore sia con me e io le conquisterò secondo quanto ha detto il Signore!»